# Кудашевский сельский совет (Днепропетровская область)
Кудашевский сельский совет (укр. Кудашівська сільська рада) — входит в состав
Криничанского района
Днепропетровской области
Украины.
Административный центр сельского совета находится в 
с. Кудашевка.

## Населённые пункты совета
- с. Кудашевка
- с. Андреевка
- с. Благословенная
- с. Катериновка
- с. Ковалевка
- с. Новожитловка
- с. Поляна